# تی‌ایکس۴
تی‌ایکس۴ (TX4) خودرویی است که تولید آن از سال ۲۰۰۷ تاکنون ادامه دارد. این خودرو توسط سازمان تاکسیرانی لندن تولید می‌شود. وزن آن در حالت طبیعی ۱٬۸۹۵ کیلوگرم (۴٬۱۷۸ پوند) است. سیستم جعبه‌دندهٔ آن ۵ دنده به دو صورت خودکار و دستی است.